# Kaltenbach (Mangfall)
Der Kaltenbach (auch die Kalten) ist ein Zufluss der Mangfall. Sein Oberlauf, Jenbach genannt, speist sich aus mehreren Quellbächen an der Nordseite des Wendelsteins, höchstgelegene Quelle ist die des Moosebnergrabens. Der Kaltenbach wird in seinem Verlauf vom Aubach und der Dettendorfer Kalte gespeist. Das Einzugsgebiet beträgt 111,6 km². Er ist ein Gewässer II. Ordnung.
Vor der Mündung in die Mangfall bei Rosenheim durchquert der Fluss in vielen Mäandern zwischen den Ortsteilen Westerndorf am Wasen, Pang, Aising, Aisingerwies und Oberwöhr eine weitgehend natürliche Flusslandschaft (Landschaftsschutzgebiet Kaltenbachauen, Naturschutzgebiet Kalten).
Der Name des Oberlaufs Jenbach leitet sich vom althochdeutschen Personennamen *Uono ab (vgl. Ersterwähnung des Dorfes Jenbach als Ombach, 1149–1155)